# Janroua (Zinder)
Janroua (auch: Jan Roua) ist ein Weiler im Arrondissement Zinder III der Stadt Zinder in Niger.

## Geographie
Der Weiler befindet sich nördlich des Stadtzentrums im ländlichen Gemeindegebiet von Zinder, der Hauptstadt der gleichnamigen Region Zinder. Westlich Janroua vorgelagert sind die Weiler Garin Elh Maman Issa und Garin Yama. Zu den Dörfern in der näheren Umgebung zählen Kagna Garin Daoudou im Norden, Garin Malam Gona im Osten und Garin Bardeï im Südosten.
Die Mare de Janroua ist ein temporärer Teich bei der Siedlung. Wie andere Teiche in Zinder, etwa in Garin Liman und Madatey, findet sie als wilde Deponie Verwendung. Wie im gesamten Gemeindegebiet von Zinder herrscht das Klima der Sahelzone vor, mit einer durchschnittlichen jährlichen Niederschlagsmenge zwischen 300 und 400 mm.

## Bevölkerung
Bei der Volkszählung 2012 hatte Janroua 794 Einwohner, die in 138 Haushalten lebten. Bei der Volkszählung 2001 betrug die Einwohnerzahl 550 in 89 Haushalten.

## Wirtschaft und Infrastruktur

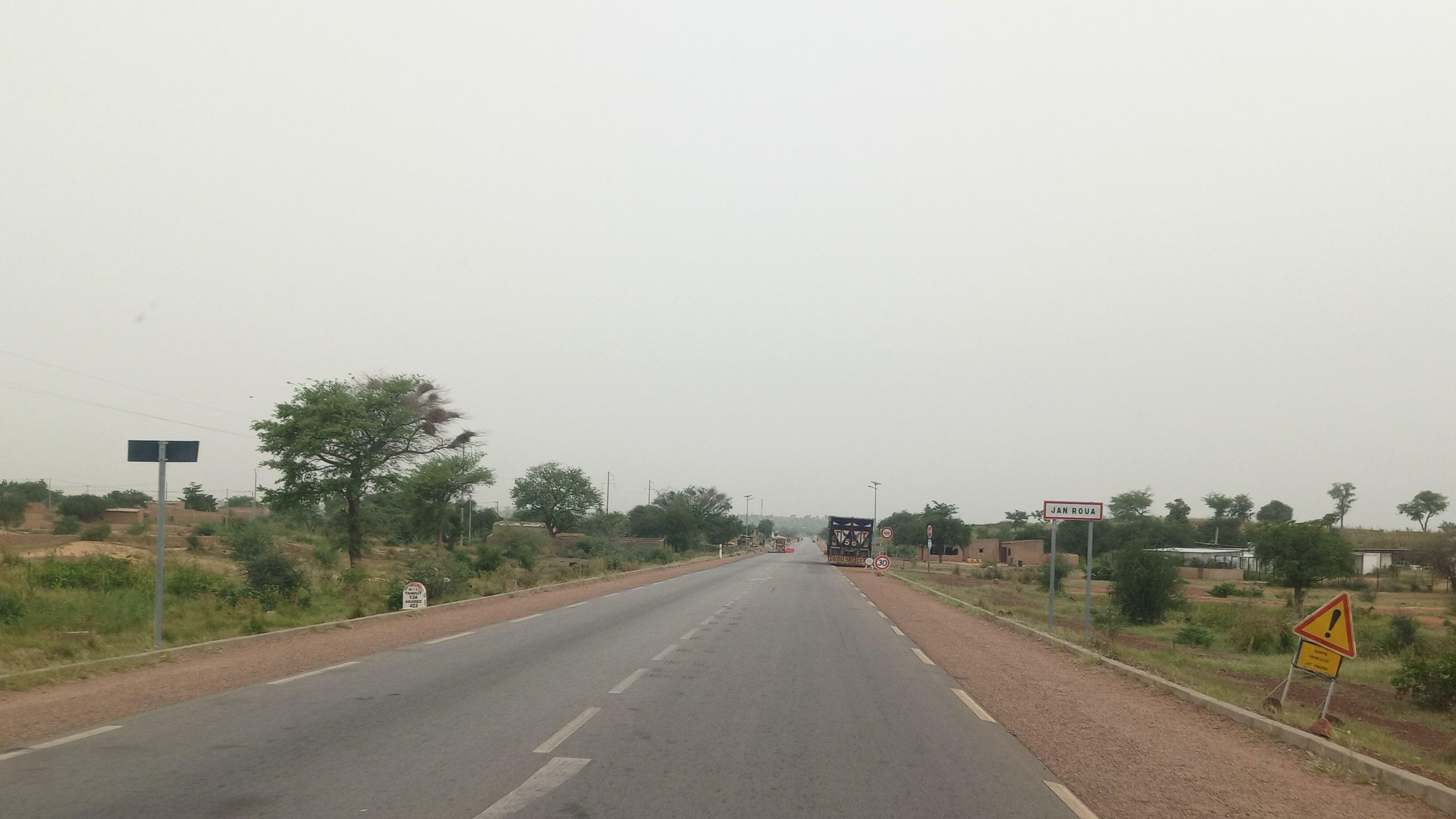
Nationalstraße 11 bei Janroua (2023)

Es gibt eine Schule in der Siedlung. Bei Janroua verläuft die 980,9 Kilometer lange Nationalstraße 11 zwischen Algerien und Nigeria.